# Osmerus
Osmerus é um género de peixe da família Osmeridae.
Este género contém as seguintes espécies:
- Osmerus spectrum
- Osmerus mordax
- Osmerus eperlanus